# L’Arbresle
L’Arbresle – miejscowość i gmina we Francji, w regionie Owernia-Rodan-Alpy, w departamencie Rodan.
Według danych na rok 1990 gminę zamieszkiwało 5199 osób, a gęstość zaludnienia wynosiła 1547 osób/km² (wśród 2880 gmin regionu Rodan-Alpy L’Arbresle plasuje się na 165. miejscu pod względem liczby ludności, natomiast pod względem powierzchni na miejscu 1627.).
W L'Arbesle urodził się piłkarz i wieloletni prezes Olympique'u Lyon Jean-Michel Aulas.